# ذهان تخيلي
ذهان تخيلي أو الإزورار (بالإنجليزية: Paraphrenia)‏ اضطراب نفسي يتصف بمنهج منتظم من أوهام زَورية مع أو بدون هلاوس (الأعراض الإيجابية للفُصام) وبدون تدهور الفكر أو الشخصية (العرض السلبي للفُصام).
يُمَيَّز هذا الاضطراب عن الفصام أيضاً من خلال الحدوث المتوارث الأقل وسوء التلاؤم السابق للمرض الأقل ومعدّل التقدّم الأبطأ. تبدأ الأعراض عادةً بالظهور بشكل متأخر في الحياة، قرب عمر ال 60. إن معدّل انتشار هذا المرض بين المسنين يكون بين 0.1% و 4%.
لا يوجد الازورار ضمن الدليل التشخيصي والإحصائي للاضطرابات النفسية (الطبعة الخامسة) DSM-5؛ غالباً ما يشخص الأطباء النفسيون المرضى الذين يأتون بازورار على أنهم مصابون بذهانات لا نمطيّة أو باضطراب وُهامي أو بذهانات غير محددة أو باضطرابات فصامية عاطفية أو بحالات اضطهاد مستمرة للراشدين الأكبر سناً. يقوم خبراء الصحة النفسية مؤخراً بتصنيف الازورار على أنه ذهان شبيه بالفصام ذو حدوث متأخر جداً.
في الأدلة الإرشادية الروسية للطب النفسي، الازورار (أو متلازمة الازورار) هو آخر مرحلة في تطور الفصام الزوري. إنّ «الازورار المنهجي» (مع أوهام منهجية بمعنى آخر أوهام مع بنية منطقية معقدة) و «الازورار الزوري الواسع» (مع أوهام واسعة/جليلة وأوهام الاضطهاد) هي عبارة عن أشكال مختلفة للفصام الزوري (F20.0). يمكن أحيانأ مشاهدة الازورار المنهجي مع الاضطراب الوهامي (F22.0). تأتي الكلمة من اللغة اليونانية القديمة: παρά- بجانب، قرب + φρήν- إدراك، عقل.

## العلامات والأعراض
الأعراض الرئيسية للازورار هي الأوهام الزورية والهلاوس. تتضمن الأوهام غالباً أن يكون الفرد خاضعاً للاضطهاد ويمكنها أيضاً أن تكون غريزية جنسية أو ممروقة أو جليلة بطبيعتها. معظم الهلاوس المرتبطة بالازورار تكون سمعية حيث 75% من المرضى يبلغون عن تجربة من هذا النوع. وعلى أي حال فقد أبلغ أيضاً عن هلاوس بصرية ولمسية وشمية. يمكن أن يندمج الزور والهلاوس على شكل «أصوات تهديد أو اتهام تأتي من المنازل المجاورة ويتم الإبلاغ عنها باستمرار من قبل المرضى بوصفها مزعجة وغير مُستَحقة». يأتي المرضى أيضاً بنقص في الأعراض يوجد بشكل شائع في اضطرابات نفسية أخرى مشابهة للازورار. لا يوجد أي تدهور بارز في الإدراك أو الشخصية أو العادات ويبقى المرضى عادةً نظيفين ومعتمدين على أنفسهم بشكل عام. يبقى المرضى أيضاً موجهين بشكل جيد بالنسبة للوقت والمكان.
الازورار يختلف عن الفصام لأنه على الرغم من أن الاضطرابين يسببان أوهام وهلاوس لكن الأفراد المصابين بالفصام يبدون تغيرات وتدهوراً في الشخصية بينما الأفراد المصابون بالازورار يحافظون على الشخصية والاستجابة المؤثرة بشكل جيد.

## الأسباب

### العصبية
يرتبط الازورار غالباً بتغير فيزيائي في الدماغ مثل ورم أو سكتة أو توسع بطيني أو عملية تنكسية عصبية. اقترح البحث الذي راجع العلاقة بين الآفات الدماغية العضوية وتطور الأوهام أنّ «آفات الدماغ التي تؤدي إلى خلل وظيفي تحت قشري يمكنها أن تسبب أوهام عندما يتم تفسيرها من قبل قشرة سليمة».

### العوامل المؤهبة
إنّ العديد من المرضى المصابين بالازورار لديهم فقدان بارز في السمع أو البصر ومنعزلون اجتماعياً مع نقص في التواصل الاجتماعي وليس لديهم منزل دائم وغير متزوجين وبدون أطفال ولديهم صفات شخصية سيئة التلاؤم. مع أنّ هذه العوامل لا تسبب الازورار ولكنها تجعل الأفراد أكثر عرضةً ليطوروا هذا الاضطراب لاحقاً في حياتهم.

## التشخيص
بينما غاب تشخيص الازورار عن المراجعات الحديثة للدليل التشخيصي والإحصائي للاضطرابات النفسية DSM والتصنيف الدولي للأمراض ICD ميزت العديد من الدراسات الحالة على أنها «كيان تشخيصي حيوي مختلف عن الفصام مع عوامل عضوية تلعب دوراً لدى جزء مهم من المرضى.» كذلك يعتبر الازورار مختلفاً عن كل من الفصام والخرف المترقي في الأعمار الكبيرة. طور رافيندران Ravindran (1999) قائمة بمعايير تشخيص الازورار توافقت مع الكثير من الأبحاث التي أجريت حتى الوقت التي نشرت فيه.
- اضطراب وهامي لمدة 6 أشهر على الأقل يتصف بما يلي:
  - الاستحواذ من قبل واحد أو أكثر من أوهام نصف ممنهجة ويترافق غالباً بهلاوس سمعية
  - التأثير بشكل ملحوظ ومصان ولائق والقدرة على المحافظة على ألفة مع الآخرين.
  - عدم وجود:

- تدهور عقلي.
- هلاوس بصرية.
- لا ترابطية.
- تأثير غير لائق بسيط أو هائل.
- سلوك مضطرب بشكل كبير في أوقات خارج النوبة الحادة.

- اضطراب في السلوك يمكن فهمه بسبب علاقته بمحتوى الأوهام والهلاوس.
- يقابل المعيار A للفصام بشكل جزئي. لا يوجد اضطراب عضوي ظاهر في الدماغ.

## التدبير
يقترح البحث أن الازورار يستجيب بشكل جيد للعلاج الدوائي المضاد للذهان إذا استطاع الأطباء تحقيق تجاوب مرضي بنجاح. وجد هيربيرت أن دمج الـ Stelazine والـ Disipal يشكل علاجاً فعالاً. حسن هذا العلاج من تخريج المرضى وحفظهم من العودة للمشفى لاحقاً.[9] على الرغم من أن العلاج السلوكي يمكن أن يساعد المرضى بتقليل استحواذهم من قبل الأوهام لكن العلاج النفسي ليس له أي دور أو قيمة أساسية حالياً.

## الإنذار
إن الأفراد الذين يصابون بالازورار لديهم توقع للحياة مشابه للأشخاص الطبيعيين. ويبدو أن التعافي من الأعراض النفسية نادر وفي معظم الحالات يؤوول الازورار إلى حالة ضمن المريض فيما تبقى من حياة المريض. يعاني المرضى من تدهور بطيء في الوظائف الإدراكية وقد يؤدي هذا الاضطراب إلى خرف في بعض الحالات لكن التطور لهذا ليس أكبر من تطور الأشخاص الطبيعيين.

## الوبائيات
تقترح الدراسات أن انتشار الازورار بين الأشخاص الكبار بالسن يشكل حوالي 2-4%.

### الاختلافات المتعلقة بالجنس
على الرغم من أن الازورار يمكن أن يحدث لدى كل من النساء والرجال لكنه شائع أكثر لدى النساء حتى بعد تعديل الاختلاف لتوقعات الحياة. إن نسبة النساء المصابات بالازورار إلى الرجال المصابين بالازورار تقع ضمن المجال من 3 :1 إلى 45 :2.

### العمر
يلاحظ الاضطراب بشكل رئيسي في المرضى الذين تجاوز عمرهم ال 60 ولكن من المعروف أنه يحدث لدى المرضى خلال الأربعينات والخمسينات من عمرهم.

### نوع الشخصية ووضع المعيشة
يُقترح أن الأفراد الذين يصابون بالازورار لاحقاً في حياتهم لديهم شخصيات سابقة للمرض ويمكن وصفهم بأنهم «مشاكسون وتقيّون وشكّاكون أو حساسون وغير اجتماعيين وقساة قلب.» وتم وصف العديد من المرضى على أنهم وحدانيون وغريبون ومنعزلون وأفراد صعاب؛ هذه الصفات كانت أيضاً موجودة لوقت طويل أكثر من كونها آتية من الاضطراب. معظم الصفات التي تم تمييزها في الأفراد قبل بداية الازورار يمكن تصنيفها إلى زورية أو فصامية. غالباً ما يكون المرضى المصابون بالازورار يعيشون لوحدهم (إما عازبين أو أرامل أو مطلقين). كما يوجد أيضأ تقارير عن النسبة القليلة للزواج بين المصابين بالازورار  وهؤلاء الأفراد يملكون عدداً قليلاً أو لا يملكون أطفالاً (من المحتمل بسبب الشخصية السابقة للمرض).

### العوامل البدنية
إن تطور الزور والهلاوس في الأعمار الكبيرة تم ربطه إلى كل من الخلل السمعي والبصري والأفراد المصابون بالازورار غالباً ما يأتون بأحد أو كلي هذين الخللين. يرتبط فقدان حاسة السمع لدى المصابين بالازورار بالبداية في عمر باكر والمدة الطويلة والشدّة بالفقدان السمعي.

## التاريخ
مصطلح الازورار Paraphrenia تم إذاعته أساساً من قبل كارل لودفيغ كالبوم في عام 1863 ليصف نزعة بعض الاضطرابات النفسية للحدوث ضمن بعض الفترات الانتقالية في الحياة (واصفاً الازورار البلوغي على أنه جنون المراهقة والازورار الشيخي على أنه جنون كبار السن).
تم استخدام المصطلح أيضاً من قبل سيغمند فرود لفترة قصيرة حيث بدأ عام 1911 على أنه بديل لمصطلحات الفصام والخرف المُبتسر، وبتقديره فإن المصطلح لم يعرّف الحالة المستبطنة بشكل صحيح، وتم استخدام المصطلح أيضاً من قبل إيميل كريبيلين في عام 1912/3 الذي غير معناه ليصف الازورار كما هو معروف اليوم، كمجموعة صغيرة من الأفراد الذين يملكون العديد من أعراض الفصام مع غياب اضطراب الفكر والتدهور.تم نقد وإعابة دراسة كريبيلين من قبل ويليم ماير في عام 1921 عندما أدار دراسة تتبعية باستخدام بيانات كريبيلين. اقترحت دراسته أنه لا يوجد أو يوجد ولكن بشكل قليل تمييز بين الفصام والازورار؛ ومع الوقت الكافي فإن المرضى المصابين بالازورار سيندمجون مع جماعة الفصام.على أي حال، إن بيانات ماير مفتوحة لتفسيرات متنوعة. في عام 1952 أدار كل من روث وموريسي دراسة كبيرة مسحوا فيها الحالات النفسية المسجلة بالمشفى للمرضى الكبار بالسن. وصفوا المرضى بأنهم يملكون «أوهام زورية... ظهرت في كل حالة ضمن وضع مصان الإدراك والشخصية وغالباً تكون أولية بطبعها وعادةً مرتبطة بالعيوب الخامدة أو باضرابات اختيارية أو هلاوس أخرى ضمن الوعي واصمة للفصام».
في الطب الحديث، استبدل مصطلح Paraphrenia بتشخيص «الذهان الشبيه بالفصام المتأخر جداً» ويدعى أيضاً «ذهان لا نمطي واضطراب وهامي وذهان غير محدد واضطرابات فصامية عاطفية وحالات اضطهاد مستمرة للراشدين الأكبر سناً» من قبل الأطباء النفسيين. على أي حال تميز الدراسات الحالية هذه الحالة على أنها «كيان تشخيصي حيوي مختلف عن الفصام مع عوامل عضوية تلعب دوراً لدى جزء مهم من المرضى.»